# Humanum Genus
Humanum Genus (с лат. — «Человеческий род») — энциклика папы римского Льва XIII, посвящённая масонству.

## История написания
Написание энциклики было окончено в 1884 году. Первое издание увидело свет 20 апреля 1884 года.

## Предпосылки написания
Некоторыми предшественниками Льва XIII были затронуты связанные с масонством темы. Им были посвящены в частности следующие труды:
- Папа Климент XII — In eminenti apostolatus[англ.], папская булла в 1738 году
- Папа Бенедикт XIV — Providas Romanorum[англ.], апостольская конституция в 1751 году
- Папа Пий VII — Ecclesiam a Jesu Christo[англ.], апостольской конституции в 1821 году
- Папа Лев XII — Quo graviora[англ.], апостольская конституция в 1825 году
- Папа Пий VIII — Traditi humilitati[англ.], энциклика в 1829 году
- Папа Григорий XVI — Mirari vos[англ.], энциклика в 1832 году
- Папа Пий IX — Qui pluribus[англ.], энциклика в 1846 году

## Мнения наших современников
В настоящее время энциклика Humanum Genus не потеряла актуальности и по прежнему часто цитируется различными изданиями.